# Honkasaari (ö i Finland, Norra Savolax, Inre Savolax, lat 62,54, long 27,41)
Honkasaari är en ö i Finland. Den ligger i sjön Kuvansi och i kommunen Suonenjoki i den ekonomiska regionen  Inre Savolax ekonomiska region  och landskapet Norra Savolax, i den centrala delen av landet, 290 km nordost om huvudstaden Helsingfors. Öns area är 0,8 hektar och dess största längd är 160 meter i nord-sydlig riktning.